# Константин Небреклиев
Константин (Кочо) Н. Небреклиев е български общественик от Македония.

## Биография
Константин Небреклиев е роден в 1851 година в град Прилеп, тогава в Османската империя. Участва дейно в борбата за самостоятелна българска църква. Заедно с Аце Янов е един от дейните участници във възобновяването на българското читалище „Надежда“ в 1874 година, от когато е и касиер на читалището. Става учител на Тома Николов в 1881 година. Николов описва Небреклиев като:
| „ | ...виден търговец, интелигентен и член на училищното настоятелство... | “ |

В 1884 година Константин Небреклиев е избран нов състав на Прилепската българска община, в който влиза и Небреклиев. В 1917 година подписва Мемоара на българи от Македония от 27 декември 1917 година.